# Joyce Fitch
Joyce Fitch (Victoria, 3 aprile 1922 – 26 luglio 2012) è stata una tennista australiana.

## Biografia
Durante la sua carriera giunse in finale nel singolare all'Australasian Championships nel 1946 perdendo contro Nancye Wynne in due set (6-4, 6-4).
Nel 1950 venne fermata da Louise Brough alle semifinali come l'anno successivo nel 1951 da Thelma Coyne. Nel doppio vinse gli Australian Open nel 1946 esibendosi con Mary Bevis contro la copia formata da Nancye Wynne e Thelma Coyne per 9-7, 6-4. Nel 1947 giunse in finale sempre con Mary Bevis ma questa volta le sue avversarie ottennero la vendetta vincendole  in un doppio 6-3.
Sposò John Oliver Rymer nel 1951.